# Prill

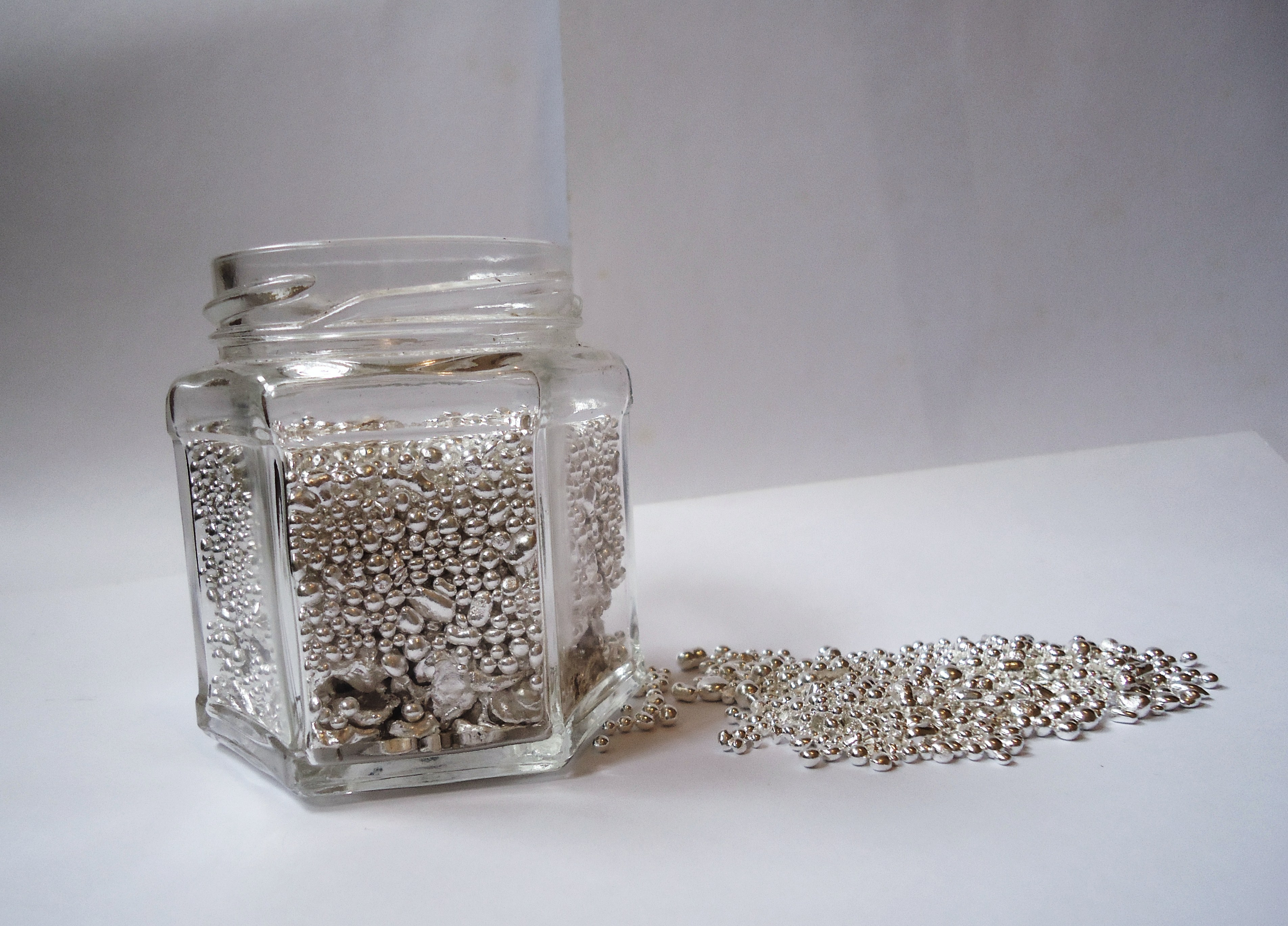
Prill constitué de granulés d'argent fin

Un prill est un petit agglomérat de matériaux, la plupart du temps une pastille sèche faite à partir d'un liquide. Un prill se forme à partir de gouttes qui se solidifient en tombant depuis le haut d'une haute tour. 
Des fertilisants (par exemple, nitrate d'ammonium et urée) et quelques poudres détersives sont composés de prills.